# 제2차 사법부 유죄추정 규탄 시위
제2차 사법부 유죄추정 규탄 시위는 2018년 11월 24일에 열린 2번째 사법부 유죄추정 규탄 시위이다. 주최측 추산 500명 가량이 참여했다.

## 준비 과정
저조한 참여율로 마무리된 1차 집회 이후, 각종 행사가 밀려드는 12월 집회는 1차 집회보다도 참석하기 어렵다는 호소가 이어지자 2차 집회는 12월 8일로 예정했다가 2주 앞당긴 11월 24일 오후 2시 혜화역 인근에서 2차 시위를 열 예정이라고 공지했다. 또한 멀어져가는 관심을 잡고자 ‘수사기관 및 언론의 유죄추정’을 규탄하는 내용을 포함해 외연을 넓히면서 당당위 운영진들이 11월 16일에 이수역 사건 속 혐오발언에 항의하기 위해 이수역 인근에서 4시간동안 피켓을 들고 1인 시위를 진행했다. 다만 이를 아시아경제의 이승진 기자는 사법부 규탄을 벗어난 노골적인 여성 혐오 발언이 이어졌으며 1차 시위 이후 내부에선 ‘인원을 모으기 위해 반페미니즘 노선을 추구해야 한다’는 등의 목소리가 끊이지 않아 집회 목적과 멀어진 상황이라며 비판했다.

## 진행과 마무리
시위는 2시에 시작했고 사회는 당당위 운영진인 환이가 맡아 여는 말을 통해 집회 취지를 설명하고 성폭행 무고를 당하고 사망한 서모 교수 등의 피해 사례를 소개했다. 이어 초대가수 송모 씨의 공연이 이어졌는데 노래 중 한 곡의 가사도 국민 위에 군림하려 하는 사법부를 비판하는 내용이었다. 이어 사회운동가이자 작가인 오세라비가 무대에 올라 무죄추정의 원칙은 "누구에게나, 언제나" 적용되어야 하며 "선별적, 선택적"으로 적용하면 안되며 무고죄 피해에 대해서 "박진성 시인의 기록을 백서로 남겨야 나중에 다른 피해자가 생겼을 때 대응할 수 있다"며 '무고죄 피해 백서'를 만들 것을 주장하기도 했고 지난 집회에 관한 친 페미니즘 성향 언론들의 왜곡 보도를 강력한 어조로 비판했는데 한겨레가 "이상한 이데올로기를 덮어씌우고 있다"며, "질이 나쁜 행위이며 언론으로서 공공성을 상실한 행위"라고 규탄했다. 
일반인 첫 자유발언자로서 무대에 오른 '풍류'는 정부에는 악의적 성 혐오 사이트와 게시물에 대한 대응방안 마련을, 입법부와 사법부에는 무고죄 처벌 강화를, 언론에는 왜곡보도를 하지 말아줄 것을 요구했다. 자신의 직업을 '개발자'라고 밝힌 익명의 시민은 "생명권을 위해 왔다"며, "성범죄 혐의만 받아도 직장을 잃고 사람을 잃어 고립된다"고 말했다. 이어 "피고인이 증거로 물건을 제출해도 인정이 안 된다. 이런 상황에서는 이렇게 나와서 목소리를 내어야 된다"고 말했다. 그는 인생을 도화지에 비유하며 "무고죄는 도화지에 물감을 뿌려버리는 것"이며, "누군가는 그림을 다시 그려나갈수도 있지만 다른 누군가는 도화지를 찢어버리기도 한다"는 말을 통해 성폭력 무고 피해자들이 고통받다 생을 포기하기도 하는 현실을 일깨웠다. 최근 '2030'세대 남성이 문재인 대통령 국정 지지율 하락을 견인하고 있는 데에 대한 언급도 더했다. 그는 정부가 남성들을 '잠재적 가해자' 취급하고, '남성은 강자이며 여성은 약자'라는 식으로 몰아가면 안 된다고 지적했다. 혜화역 일대에서 5차례에 걸쳐 남성 혐오 시위를 한 '불편한 용기'는 주도자들이 행자부·여가부 장관과 대면하며 공론 테이블에 올랐지만 당당위는 '극우' 취급한다며, 이는 "저급한 행위"라고 비판했다. 포켓몬스터 '다부니' 가면을 쓰고 나온 한 자원봉사자는 "촛불시위에서 우리의 편이 되던 언론은 우리에 대한 오해를 고착화시키기도 했다. 극우주의자, 여성혐오자 오명을 붙였다"며 일부 언론의 행태를 비판했다. 또한 (여성)혐오가 있으니 (남성)혐오로 받아친다는 페미니즘 진영의 주장을 반박하며, 마하트마 간디의 "모두가 '눈에는 눈, 이에는 이'를 고집한다면 우리 모두는 장님이 될 것이다"라는 발언을 인용했다. 또한 "산불을 끄는 데에 홍수는 필요하지 않다"며, "성범죄자들에게 제재를 가하기 위해 (혐오라는) 극단적 방법은 옳지 않다"고 말했다.
다른 자유발언자는 더 강한 어조로 언론을 비판했다. 그는 일부 언론이 당당위 집회를 '여혐 시위', '2차 가해' 등으로 폄훼하는 것에 관해 "1차 시위에 여혐발언이 난무했고 이를 이은 2차 시위가 열린다는 기사를 보았다. 우리가 했던 발언이 여혐발언으로 들리느냐"고 반문했다. 그는 참가자들을 향해 "모두가 진실을 외면하거나 가리거나 관심이 없을 때 기득권이 말하는 용기가 아닌 진짜 '불편한 용기'를 보여주는 당신들에게 감사하다"고 격려하며 발언을 마쳤다. 자신을 평범한 시민이라고 밝힌 백모 씨는 "검경이 불기소 해야 할 사람을 기소하면서 재판이 벌어지면 피의자는 자신을 변호하기 위해 변호인을 선임해야 한다"며 이러한 고소 남발이 '변호사만 배불리는 일'이라고 지적했다. 그는 "검찰은 절차적 정의를 지키고 판사는 외부의 목소리에 흔들리지 말아야 한다"고 당부했다. 다른 시민 김모 씨는 "대한민국은 자유주의와 민주주의가 있는 국가"라며, "국민은 권리와 의무를 가지며 법의 수호를 받아야 하는데, 70·80년대 독재시대처럼 사법체계가 정상적이지 않다"고 지적했다. 그러며 "돈 있는 사람만 법의 수호를 받는 사법체계를 눈 뜨고 볼 수가 없다"며 "사법체계를 뜯어고쳐야 한다"고 주장했다. 자신을 무명 배우라고 소개한 다른 김모 씨는 전두환 정권 시절의 간첩 조작 사건인 부림 사건을 언급하면서 현 세태를 비판했다.
마지막 자유 발언자는 앞으로의 지속적인 운동을 강조했다. "우리 조상들은 내가 희생해서라도 나라가 바뀔 수 있다면 하는 마음으로 나라를 위해 일어났다"며 "당당하게 살 수 있는 공정한 세상을 만들기 위해, 혐오가 아닌 사랑으로 살 수 있는 세상을 만들 때까지 불타올라야 한다"고 말했다. 사회자는 오후 4시 집회를 마치기에 앞서, 집회 전날인 23일 '거짓 미투'의 피해자인 박진성 시인이 당당위 카페에 올린 글을 읽으며 마쳤다.

## 반응

### 많아진 사람들
지난 집회가 참가자 수에 비해 너무 넓은 공간으로 썰렁함마저 느껴졌다면, 인도에서 열린 이날 집회는 참가자들이 집회 공간을 가득 메워 대조를 보였다. 또한 대규모 장비를 준비했으나 미숙한 모습을 많이 보였던 지난 집회와 달리 이날 집회는 여러 면에서 보다 체계적으로 진행되었다. 37년만에 가장 많은 서울 첫눈이 내린 이날은 바닥이 젖어 앉기가 어려웠는데, 참가자들은 주최측 자원봉사자들의 안내에 따라 줄을 맞춰 서서 집회를 진행했다.
참가자 수가 적어 좁은 공간만을 제공하던 경찰이 오후 3시 이후에는 두세 차례 폴리스라인을 뒤로 재배치해 공간을 확보하기도 하였고, 주최 측이 이에 고무되어 참가자들에게 알리는등의 모습도 나타났다. 집회를 마무리할 때가 되어가며 땅이 마르자 사회자가 참가자들을 앉게 했는데, 이 때 파도타기 퍼포먼스를 하는등 행사 요소도 추가했다. 또한 오세라비가 무대에 올라 발언하는 도중 발언이 페미니즘 비판 쪽으로 흐르려 하자 방향을 조정하는등 집회의 내용도 적절히 관리하는 모습을 보였다.

## 참고 문헌
“'당당위' 혜화역 2차 집회, “성폭력 의혹 사건 '유죄추정' 규탄””. 《서울의소리》. 2018년 11월 24일. 2018년 12월 15일에 원본 문서에서 보존된 문서. 2018년 12월 15일에 확인함.